# Scalaire kromming
In de differentiaalmeetkunde, en relativiteitstheorie, verwijst scalaire kromming naar de kromming van een riemann-variëteit. Het is een scalaire functie, die aangeeft in welke mate een oppervlak verschilt van de vlakke ruimte. De scalaire kromming zegt wel minder over een variëteit dan de ricci-tensor: het kan immers dat een niet-triviaal oppervlak scalaire kromming gelijk aan nul heeft, omdat het oppervlak in bepaalde richtingen positief gekromd is, en in andere richtingen negatief, zodat de totale kromming nul is. De ricci-kromming is in zo een geval is niet nul. Alleen in twee dimensies geeft de scalaire kromming evenveel informatie als de ricci-kromming. In de algemene relativiteitstheorie is de kromming van een ruimte, op plaatsen waar er geen materie is, aan de kosmologische constante gekoppeld. Aangezien deze geen nul is, heeft het heelal een positieve kromming. In eerste benadering, als men de materie in het heelal zou uitsmeren, is het heelal dus een homogene, isotrope, positief gekromde ruimte, die met een De Sitter-metriek kan worden beschreven.

## Definitie
Gegeven een riemann-variëteit, met metriek {\displaystyle g} en ricci-tensor
{\displaystyle \operatorname {Ric} =R_{ij}\ dx^{i}\otimes dx^{j}}
Men definieert dan de scalaire kromming {\displaystyle R} als het spoor van de ricci-tensor:
{\displaystyle R={\mbox{tr}}_{g}\ \operatorname {Ric} }
Deze definitie geldt ongeacht de signatuur van de ruimte, dus is ook geldig voor ruimtes met lorentz-signatuur, die het centrale object in de relativiteitstheorie zijn. Als men de einstein-sommatieconventie gebruikt, kan men dit ook schrijven als
{\displaystyle R=g^{ij}R_{ij}\,}
Men kan dit zien als het omhoog halen van een covariante index, en vervolgens het nemen van het spoor van de bekomen tensor, om zo een scalar te bekomen (van een rank-(2,0) tensor, naar een rank-(1,1) tensor naar een scalar).
Men kan de kromming ook rechtstreeks uitdrukken in termen van de Christoffel-symbolen {\displaystyle \Gamma _{bc}^{a}}:
{\displaystyle R=g^{ab}(\Gamma _{ab,c}^{c}-\Gamma _{ac,b}^{c}+\Gamma _{ab}^{d}\Gamma _{cd}^{c}-\Gamma _{ac}^{d}\Gamma _{bd}^{c})}
In tegenstelling tot de Riemann-kromming en de Ricci-kromming, kan de scalaire kromming alleen voor een Riemannse variëteit gedefinieerd worden, aangezien deze steunt op de expliciete vorm van de metriek.

## Toepassingen en geometrische betekenis
- De scalaire kromming komt voor in de definitie van de Einstein-tensor en bijgevolg ook in het linkerlid van de einstein-vergelijkingen. Het is dus een belangrijk begrip in de algemene relativiteitstheorie.
- In twee dimensies, is de scalaire kromming het dubbel van de Gaussiaanse kromming.

Dit laatste suggereert dat de scalaire kromming een eenvoudige meetkundige betekenis heeft. Inderdaad, indien een ruimte positief gekromd is, is het volume van een bol kleiner dan een bal met dezelfde straal in de euclidische ruimte. Als een ruimte daarentegen negatief gekromd is, heeft een bol relatief een groter volume dan in het euclidische geval.
Er zijn veel voorbeelden van ruimtes met een constante kromming. Dat is een minder strikte eis dan het opleggen van een constante ricci-kromming. Voor ruimtes met Euclidische signatuur zijn dit onder andere het boloppervlak, de vlakke- en de hyperbolische ruimte. In een ruimte met lorentz-signatuur zijn ook de minkowskitensor, de De Sitter-metriek en de Anti-de Sitter-metriek ruimtes met een constante kromming. In de laatste twee gevallen is de scalaire kromming constant, maar de ricci-kromming niet.